# قلعة فيلاندري

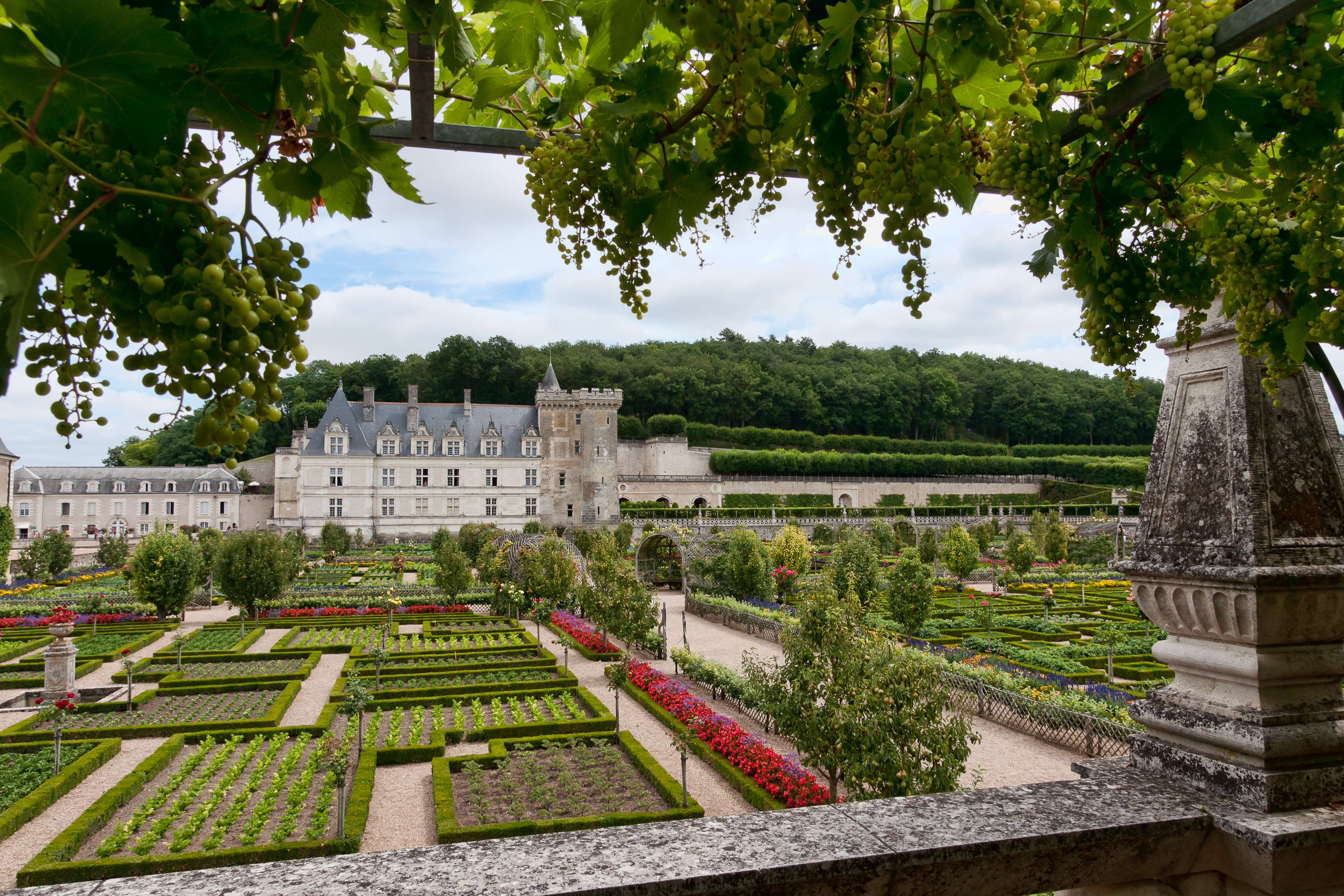
قلعة فيلاندري إلى جانب الحديقة

قلعة فيلاندري تقع قلعة فيلاندري على نهر اللوار بفرنسا على بعد 256 كم جنوب غربي باريس وتعتبر من أجمل الحدائق الفرنسية وأكثرها رومانسية. ووقعت في هذه الحديقة إتفاقية سلام بين إنجلترا وفرنسا عام 1189م . القلعة اكتمل بناؤها عام 1536م وهي آخر القلاع العظيمة التي بنيت على ضفاف نهر لوار في عصر النهضة.
وفي عام 1906م اشترى هذه القلعة يواكيم كارفالو الذي ولد في إسبانيا عام 1869م وهو الجد الأكبر لملاك الحديقة الحاليين.
في حديقة قلعة فيلاندري توجد ثلاث أنماط من الحدائق :
1. الحديقة المائية (تضم المروج، والنوافير).
2. حديقة نباتات الزينة (التي تتألف من حديقة للموسيقى، وحديقة الحب وحديقة الزهور).
3. الحديقة النباتية (التي تتألف من المزروعات الخضروات وأشجار الفاكهة والأعشاب للأغراض الطبية أو التوابل) ويضم بستانها زهورا لا وجود لمثلها على مساحة إجمالية قدرها (12500 متر مربع). وضُمت هذه الأنماط لقائمة اليونسكو للتراث العالمي .